# Nhị thức
Trong đại số, nhị thức là một đa thức với hai số hạng - Ví dụ như: tổng của hai đơn thức. Đây là dạng đa thức đơn giản nhất sau đơn thức.

## Phép tính và những nhị thức đơn giản
- Nhị thức {\displaystyle a^{2}-b^{2}} có thể chuyển thành tích của hai nhị thức khác

{\displaystyle a^{2}-b^{2}=(a+b)(a-b).}
Đây là trường hợp đặc biệt của một công thức chung hơn: {\displaystyle a^{n+1}-b^{n+1}=(a-b)\sum _{k=0}^{n}a^{k}\,b^{n-k}}.
Nó có thể mở rộng thành  {\displaystyle a^{2}+b^{2}=a^{2}-(ib)^{2}=(a-ib)(a+ib)} khi làm việc với các số phức
- Tích của một cặp nhị thức tuyến tính {\displaystyle (ax+b)} và {\displaystyle (cx+d)} là:

{\displaystyle (ax+b)(cx+d)=acx^{2}+adx+bcx+bd.}
- Một nhị thức với lũy thừa được viết là

{\displaystyle (a+b)^{n}}
nhị thức này có thể khai triển bằng các phương pháp của định lý nhị thức, hoặc tương đương, sử dụng tam giác Pascal. Ví dụ, nhị thức chính phương {\displaystyle (p+q)^{2}} có thể biểu diễn bằng cách bình phương số hạng thứ nhất thêm hai vào tích số hạng thứ nhất và thứ hai, cuối cùng là bình phương số hạng thứ hai, để có {\displaystyle p^{2}+2pq+q^{2}}.
- Một ứng dụng đơn giản nhưng thú vị của công thức nhị thức là "công thức (m,n)" để tạo ra bộ ba số Pythagore, với m < n, khi {\displaystyle a=n^{2}-m^{2}}, {\displaystyle b=2mn}, {\displaystyle c=n^{2}+m^{2}}, thì {\displaystyle a^{2}+b^{2}=c^{2}}.